# Willibald Liebgott
Willibald Liebgott (* 23. Januar 1956 in Bruchsal) ist ein ehemaliger deutscher Ringer.

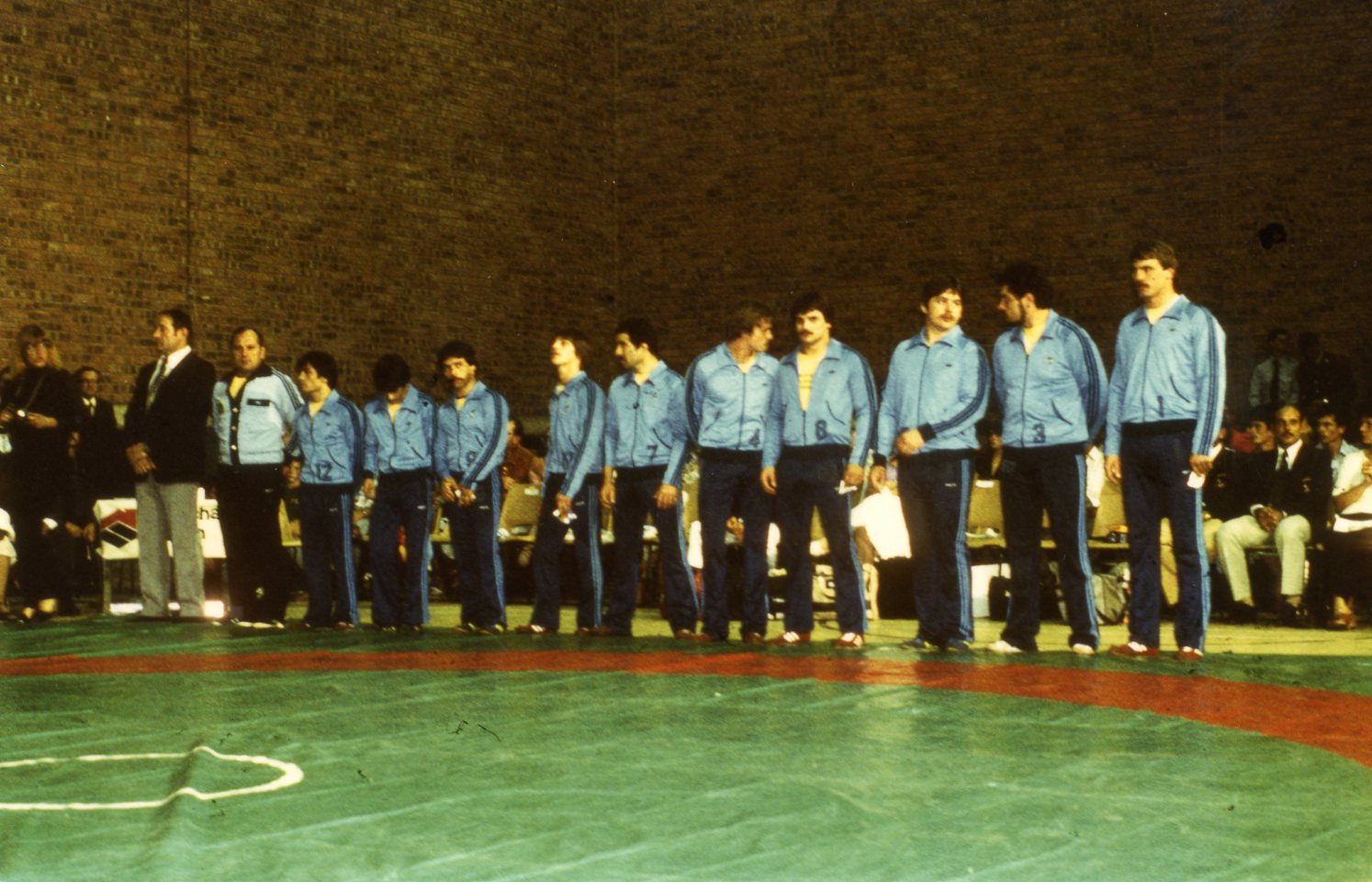
Willibald Liebgott mit der deutschen Ringer-Nationalmannschaft 1981 (Dritter von rechts)

## Werdegang
Willibald Liebgott begann beim ASV Bruchsal mit dem Ringen. Er entwickelte sich dort zu seinem hervorragenden Freistilringer, der schon bald zum Bundesligaverein KSV Aalen wechselte. Später stand er auch für den nordbadischen Verein AV Reilingen und für den KSV Wiesental auf der Matte. Bereits im Jugend- und Juniorenbereich gewann Willibald einige deutsche Meistertitel. Im Jahr 1974 gewann er (mit 18 Jahren) seine erste Medaille bei den Senioren im Mittelgewicht hinter Adolf Seger aus Freiburg und Bernhard Dunke aus Efferen. Seinen ersten deutschen Meistertitel bei den Senioren gewann Liebgott 1977 im Halbschwergewicht.
Die internationale Laufbahn von Willibald Liebgott wurde dadurch beeinflusst, dass er zwischen 1975 und 1980 in seiner Gewichtsklasse, dem Mittelgewicht, in Adolf Seger einen der weltbesten Freistilringer zum Konkurrenten hatte. Er musste deshalb in die nächsthöhere Gewichtsklasse, dem Halbschwergewicht ausweichen, in der aber Peter Neumair aus Hallbergmoos eine ähnlich beherrschende Rolle wie Adolf Seger im Mittelgewicht spielte.
Trotzdem kam Willibald Liebgott zu einigen Einsätzen bei internationalen Meisterschaften und konnte dabei einige recht gute Platzierungen erzielen. Zu Medaillengewinnen kam er bei Welt- und Europameisterschaften allerdings nicht. Als bestes Resultat erzielte er bei der Europameisterschaft 1982 in Warna einen sehr guten 5. Platz. Ferner belegte er bei der Europameisterschaft 1977 in Bursa und der Europameisterschaft 1979 in Bukarest jeweils den 6. Platz im Halbschwergewicht.
Mit dem AV Reilingen feierte Willibald Liebgott 1982 einen großen Erfolg, als es gelang, gegen den hohen Favoriten KSV Witten 07 die deutsche Mannschaftsmeisterschaft zu gewinnen. Mit dem KSV Wiesental errang er 1985 ebenfalls den Deutschen-Mannschaftstitel. 
Willibald Liebgott hat den Beruf des Metzgers gelernt, später wurde er Zeitsoldat.

## Internationale Erfolge
(WM = Weltmeisterschaft, EM = Europameisterschaft, F = freier Stil, Mi = Mittelgewicht, Hs = Halbschwergewicht, S = Schwergewicht, damals bis 82 kg, 90 kg u. 100 kg Körpergewicht)
| Jahr | Platz | Wettkampf                                   | Stil | Gewichtsklasse | Anmerkungen |
| ---- | ----- | ------------------------------------------- | ---- | -------------- | --- |
| 1974 | 4     | Turnier in Freiburg im Breisgau             | F    | Mi             | hinter Angel Borissow, Bulgarien, Frantisek Kampik, Polen und Mehmet Öztürk, Türkei;                                                            |
| 1974 | 5     | Junioren-EM in Haparanda                    | F    | Mi             | hinter Alexander Solowjew, UdSSR, Iussuf Mustafow, Bulgarien, Andras Buras, Ungarn u. Leszek Patro, Polen u. vor Jean Yves Monnier, Frankreich; |
| 1977 | 6     | EM in Bursa                                 | F    | Hs             | mit einem Sieg über Michele Azzola, Italien und Niederlagen gegen Ismail Temiz, Türkei u. Churki Lutwiew, Bulgarien;                            |
| 1978 | 4     | Großer Preis der Bundesrepublik Deutschland | F    | Mi             | hinter Iwan Danko, UdSSR, Peter Syring, DDR u. Jan Mazur, Polen u. vor Adolf Seger, BRD;                                                        |
| 1979 | 6     | EM in Bukarest                              | F    | Hs             | hinter Uwe Neupert, DDR, Alash Daudow, UdSSR, Iwan Guinow, Bulgarien, Tomasz Busse, Polen u. Petre Solyom, Ungarn;                              |
| 1979 | 2     | EG-Meisterschaft in Manchester              | F    | Hs             | hinter Michele Azzola u. vor Christophe Andanson, Frankreich, Heinz Lengthaler, Österreich u. Herman Wittock, Belgien;                          |
| 1979 | 11    | WM in San Diego                             | F    | Hs             | nach Niederlagen gegen Kasan Ortkujew, UdSSR u. Michele Azzola;                                                                                 |
| 1981 | 4     | Turnier in Miskolc                          | F    | Hs             | hinter Attila Szakkai, Ungarn, Patalong, Polen und Sandor Kiss, Ungarn;                                                                         |
| 1981 | 15    | WM in Skopje                                | F    | Hs             | nach Niederlagen gegen Sanassar Howhannisjan, UdSSR u. Dan Lewis, USA;                                                                          |
| 1982 | 5     | EM in Warna                                 | F    | Hs             | hinter Iwan Guinow, Petr Naniew, UdSSR, Ismail Temiz u. Attila Szakkai u. vor Helmut Weickert, DDR                                              |

## Deutsche Meisterschaften
- 1974, 3. Platz, F, Mi, hinter Adolf Seger, Freiburg im Breisgau u. Bernhard Dunke, Efferen;
- 1976, 2. Platz, F, Mi, hinter Adolf Seger u. vor Hubert Krämer, Haslach im Kinzigtal,
- 1977, 1. Platz, F, Hs, vor Bruno Kastner, Burghausen u. Hubert Krämer,
- 1978, 2. Platz, F, Hs, hinter Peter Neumair, Hallbergmoos u. vor Michael Zimmermann, Lampertheim,
- 1979, 2. Platz, F, Mi, hinter Adolf Seger u. vor Alexander Senn, Freiburg,
- 1981, 1. Platz, F, Hs, vor Ralf Bremmer, Westerfilde u. Gerhard Stein, Kirrlach,
- 1982, 3. Platz, F, Hs, hinter Aleksander Cichoń, Freiburg u. Winfried Colling, Aldenhoven,
- 1983, 1. Platz, F, S, vor Josef Stegmair, Aichach u. Viktor Müller, Köllerbach,
- 1984, 3. Platz, F, Hs, hinter Bodo Lukowski, Witten u. Stefan Schäfer, Hösbach